# Andrea Hlaváčková
Andrea Sestini Hlaváčková (født 10. august 1986 i Plzeň, Tjekkoslovakiet) er en kvindelig professionel tennisspiller fra Tjekkiet.
Andrea Hlaváčková højeste rangering på WTA single rangliste var som nummer 87, hvilket hun opnåede 31. januar 2011. I double er den bedste placering nummer 14, hvilket blev opnået 12. september 2011.